# Порт Брюсселя
Порт Брюсселя (фр. Port de Bruxelles, нидерл. Haven van Brussel) — речной порт, доступный для судов водоизмещением до 4500 тонн и конвоев водоизмещением до 9000 тонн. Через морской канал Брюссель-Шельда даже морские суда (смешанного типа и прибрежные торговые суда) могут добраться до внешнего порта, а через канал Брюссель-Шарлеруа обеспечен транзит в Валлонию. Порт расположен в городе Брюссель в столичном регионе Брюсселя.
На ограниченной территории (64 га) работает около 300 компаний, на которые приходится около 13 000 рабочих мест.

## История

«Док Святой Екатерины», Эжен Буден, 1871 г.

Нынешний порт Брюсселя, расположенный к северу от фактического центра города, берет свое начало от строительства канала Виллебрук, который был открыт в 1561 году для судоходства. На протяжении многих лет в пределах городских стен были раскопаны разные доки, которые только к концу 19 века закрыли, потому что к тому времени их стало недостаточно, и стала развиваться портовая компания, расположенная за пределами Пентагона. Однако названия улиц вдоль бывших доков по-прежнему сохраняют в своих названиях память о своих прежних функциях, поэтому это место остается узнаваемым даже сегодня.
Всего было шесть доков, три дока у Разломных ворот, где канал входил в городские стены, которые были выровнены в продольном направлении, и на каждом из них следовал ещё один док в поперечном направлении:
- Grand Bassin и Bassin du Chantier (нидерл. Groot Dok and Werfdok)

- Bassin des Barques и Bassin de l’Entrepôt (нидерл. Schuitendok and Stapelhuisdok)

- Bassin des Marchands и Bassin de Saint-Cathérine (нидерл. Koopliedendok and Sint-Katelijnedok)

## Главные характеристики

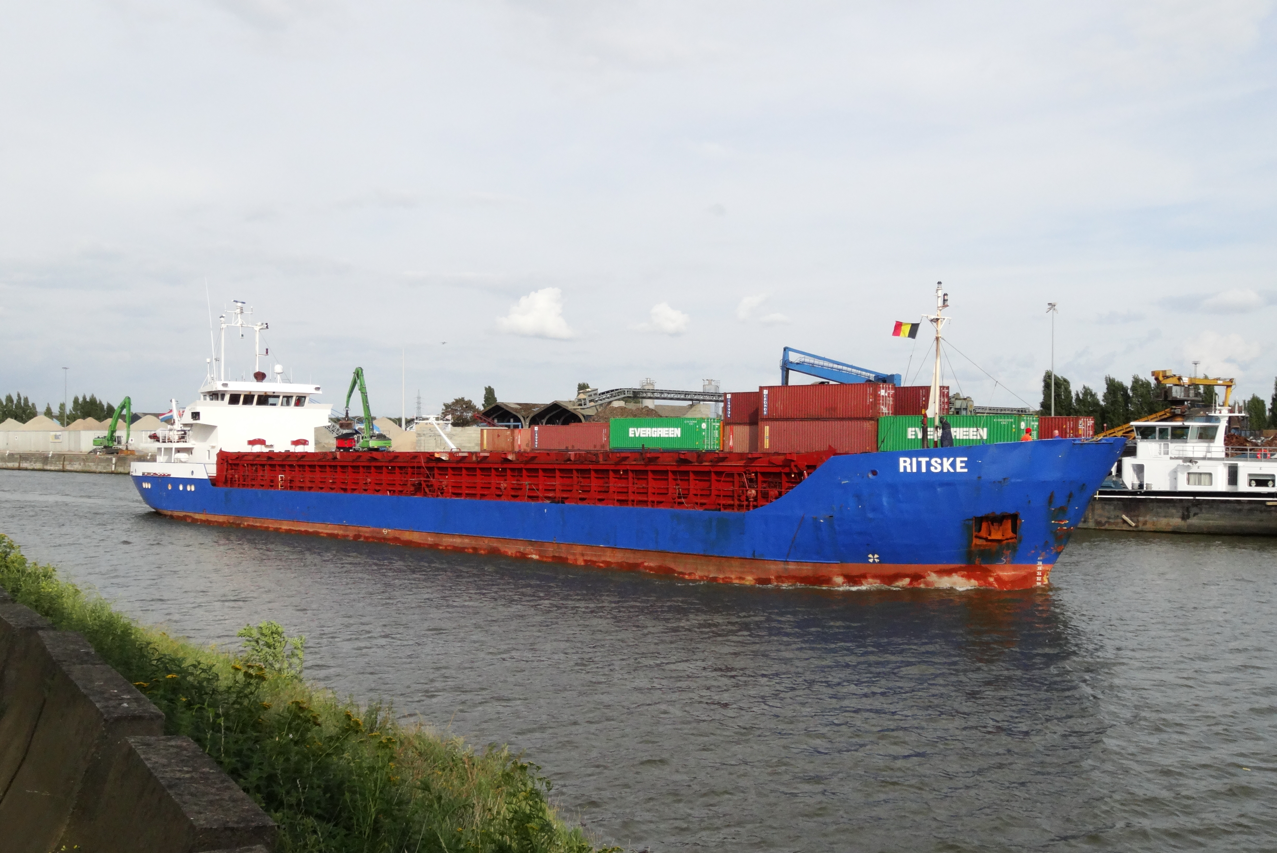
Морское судно «Ritske» в порту Брюсселя

Порт Брюсселя был основан в 1993 году в результате разделения NV Zeekanaal на фламандское и брюссельское учреждения, через пять лет после того, как власть над портами в Бельгии была передана регионам. Новая автономия в 1993 году сразу же привела к новому динамизму и росту результатов. За двадцать лет до этого объём перевозок, составивший 14,4 миллиона тонн в 1974 году, сократился менее чем на треть. С 1993 года трафик снова увеличился на 60 %.
В порту ежегодно продается более 24 миллионов тонн товаров, в основном через железнодорожный и автомобильный транспорт, и более 6,6 миллиона тонн через водный транзит (по состоянию на 2016 год). Основными акционерами являются Брюссельский столичный регион (56 %) и город Брюссель (35 %). Вместе с брюссельской инвестиционной компанией Brinfin (3,9 %) и некоторыми другими муниципалитетами (5,1 %) они указывают членов совета директоров. Первым генеральным директором был Стивен Ванакере (1993—2000 гг.). В настоящее время Мохаммед Джабур является председателем Совета директоров, а Альфред Моэнс — генеральным директором. Нынешний компетентный министр — Руди Вервоорт, министр-президент Брюссельского столичного региона.

## Дальнейшее чтение
- Delporte, André. Entre Mer et Canal. L'histoire de la navigation en Région bruxelloise :  [фр.]. — Brussels : le Cercle Royal Georges Lecointe a.s.b.l., 1996.
- Delporte, André. Cahiers bruxellois, Revue d'histoire urbaine :  [фр.]. — Brussels : Mina Martens, 2004.
- Dubreucq, Jacques. Bruxelles, une histoire capitale :  [фр.]. — Brussels : la Section du Canal. — Vol. 4.